# Hachikō
Hachikō (ハチ公?) (Ōdate, 10 novembre 1923 – Shibuya, 8 marzo 1935) è stato un cane di razza Akita, diventato famoso per la sua grande fedeltà nei confronti del suo padrone, il professor Hidesaburō Ueno, agronomo giapponese. Dopo la morte improvvisa di Ueno, il cane si recò ogni giorno, per quasi dieci anni, ad attenderlo, invano, alla stazione di Shibuya, dove l'uomo partiva ed arrivava quotidianamente in treno.

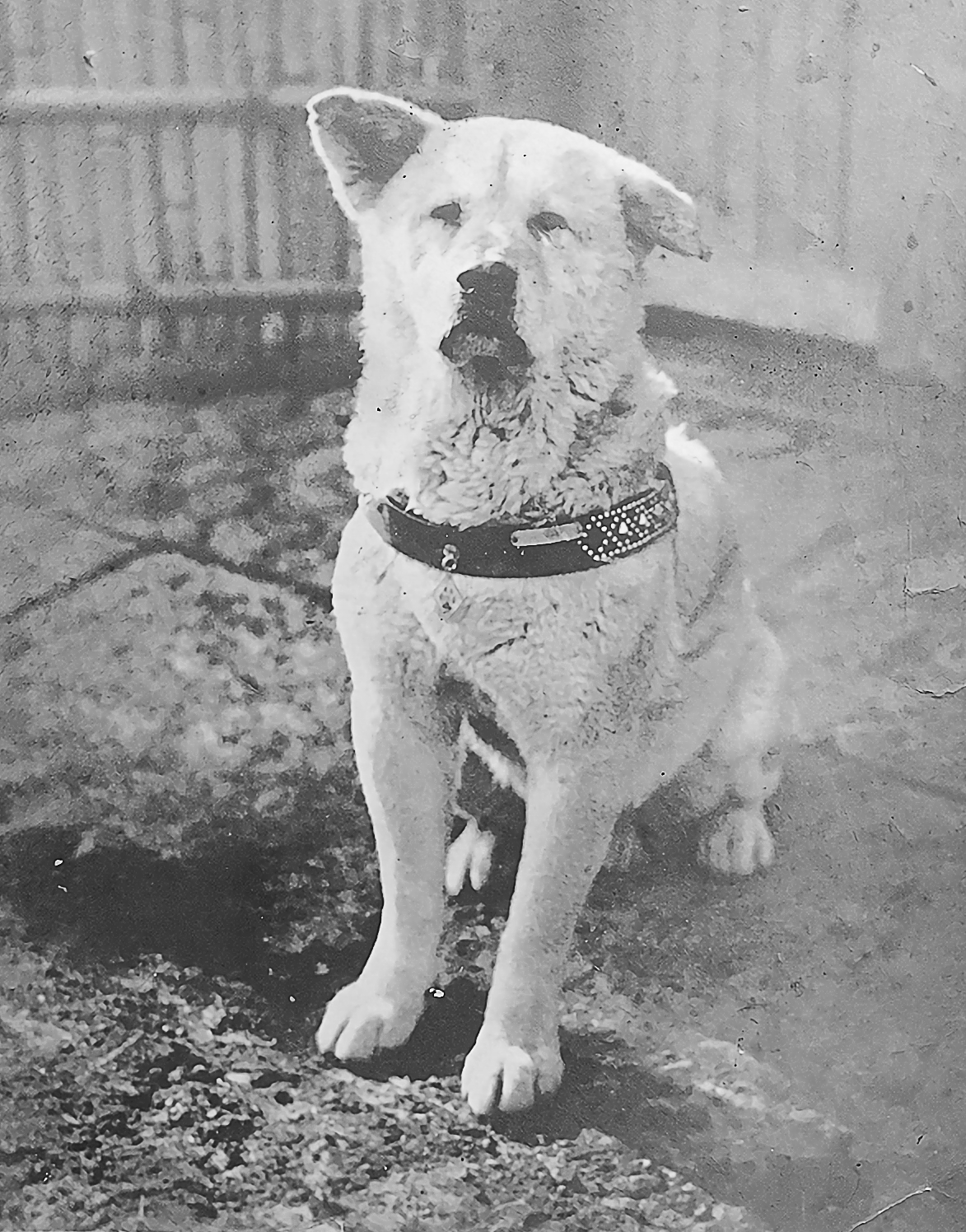
Hachikō nei suoi ultimi anni.

La vicenda ebbe un enorme riscontro nell'opinione pubblica dell'epoca e ben presto Hachikō divenne, in Giappone, un emblema di affetto e lealtà. Nell'aprile 1934, al fedele animale fu dedicata una statua e, negli anni, la sua storia divenne il soggetto di film e di alcuni libri. Conosciuto anche come Chūken Hachikō (忠犬 ハチ公? lett. "cane fedele Hachikō"), il suo vero nome era solo Hachi, che in giapponese significa "otto", numero considerato beneaugurante (il suffisso "kō" è usato come vezzeggiativo).

## Storia

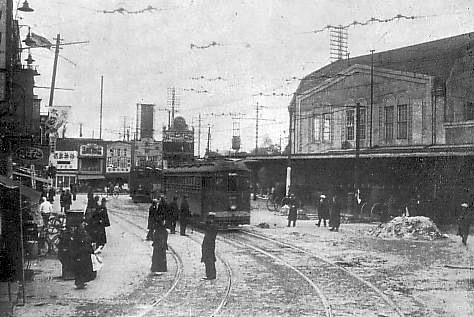
La stazione di Shibuya come appariva tra il 1912 e il 1945, epoca in cui era frequentata dal cane.

Hachikō nacque a Ōdate, nella prefettura di Akita, il 10 novembre 1923. Era un esemplare maschio di Akita Inu bianco. All'età di due mesi venne adottato da Hidesaburō Ueno, professore presso il dipartimento di scienze dell'agricoltura dell'Università Imperiale di Tokyo, che lo tenne con sé nella sua abitazione a Shibuya. Il professor Ueno, pendolare per esigenze di lavoro, ogni mattina si recava alla stazione di Shibuya per andare al lavoro prendendo il treno, per poi fare ritorno sempre a tale stazione nel tardo pomeriggio. Il suo fedele cane lo accompagnava sempre in stazione all'andata e si recava sempre ad aspettarlo quando rientrava dalla giornata lavorativa.
Il 21 maggio 1925, mentre stava tenendo una lezione in università, Ueno morì improvvisamente, stroncato da un ictus, all'età di 53 anni. Hachikō, come ogni giorno, si presentò alla stazione intorno alle cinque del pomeriggio (orario in cui il suo padrone solitamente arrivava), ma il professor Ueno non comparve ed il cane attese invano il suo arrivo. Nonostante ciò, tornò alla stazione il giorno seguente e fece così pure nei giorni successivi. Con il passare del tempo, il capostazione di Shibuya e le persone che frequentavano lo scalo ferroviario iniziarono ad accorgersi di lui e cercarono di accudirlo, offrendogli cibo e riparo.

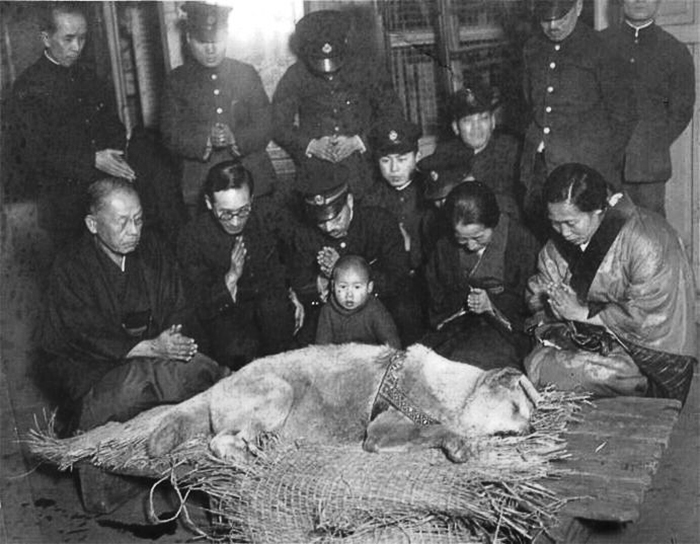
Il ritrovamento del corpo di Hachikō.

Man mano che il tempo passava, il popolo giapponese venne a conoscenza della storia di Hachikō: molte persone cominciarono così ad andare a Shibuya solo per vederlo e poterlo accarezzare mentre attendeva invano il padrone. Nonostante il passare degli anni e il progressivo invecchiamento, il cane continuò comunque a recarsi alla stazione tutti i giorni, nel momento in cui il suo defunto padrone sarebbe dovuto arrivare. Nell'aprile 1934 venne realizzata, per opera dello scultore Teru Ando, una statua in bronzo con le sue sembianze, posta alla stazione di Shibuya. Un'altra simile venne eretta a Ōdate, la sua città natale.
Hachikō morì di filariasi l'8 marzo 1935, all'età di undici anni, dopo aver atteso ininterrottamente per quasi dieci anni il ritorno del suo padrone. Ritrovato in una strada di Shibuya, la sua morte impietosì la comunità nipponica: la notizia venne inserita in tutte le prime pagine dei giornali giapponesi e venne dichiarato un giorno di lutto nazionale per ricordare il reiterato gesto di fedeltà del cane nei confronti del padrone.
Durante la seconda guerra mondiale il governo giapponese, necessitando di quantità ingenti di materiale metallico per costruire gli armamenti bellici, ordinò di usare pure il metallo della statua di Hachikō, che venne quindi demolita. Nel 1948, tre anni dopo la fine del conflitto, Takeshi Ando, figlio di Teru, ricevette la commissione di scolpire una nuova statua raffigurante il cane, che fu collocata nello stesso punto di quella precedente.
Il corpo di Hachikō è stato preservato tramite tassidermia ed esposto al Museo Nazionale di Natura e Scienza, situato a nord-ovest della stazione; tuttavia alcune sue ossa sono sepolte nel cimitero di Aoyama, accanto alla tomba del professor Ueno. L'8 marzo di ogni anno, anniversario della morte del fedele cane, in Giappone viene organizzata una cerimonia per ricordare Hachikō, alla quale partecipano numerosi amanti dei cani che portano il loro omaggio alla sua lealtà e alla sua devozione. Inoltre una delle cinque uscite della stazione di Shibuya è stata denominata "Hachikō-guchi" ('ingresso Hachikō') in suo onore.

## Nella cultura di massa

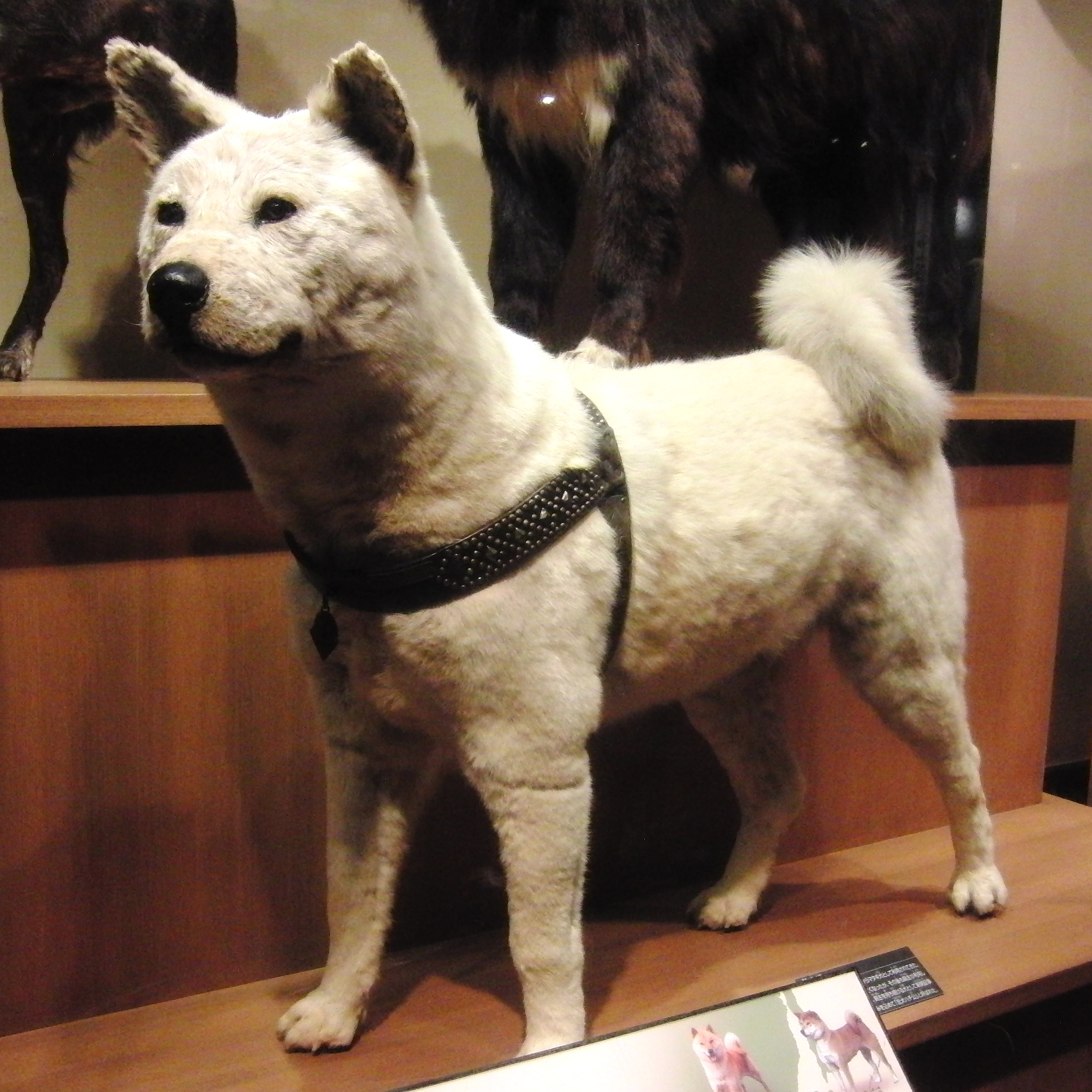
Hachikō esposto al museo di Ueno.

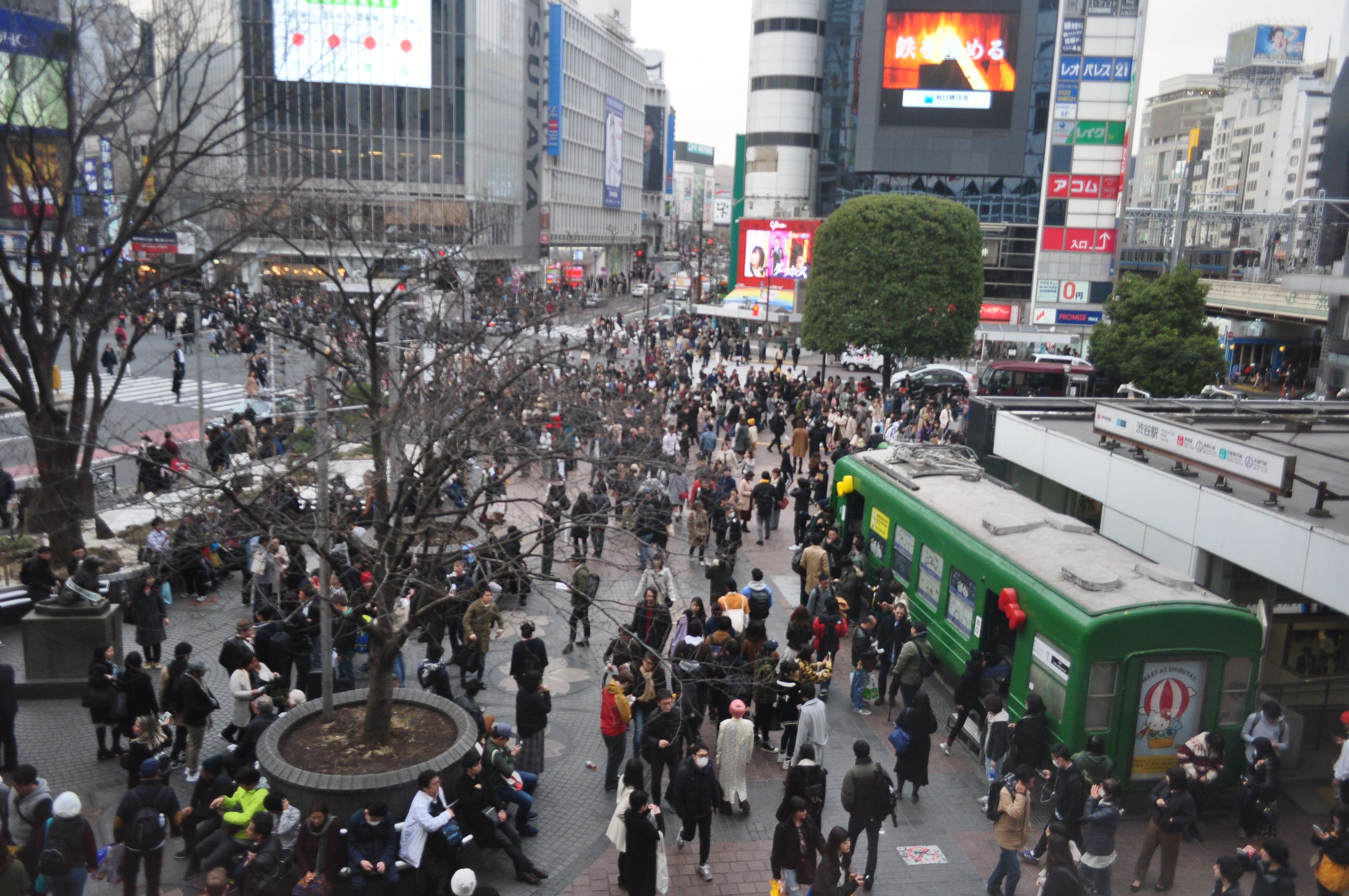
Stazione di Shibuya, 2018.

Sulla commovente storia di Hachikō nel 1987 è stato tratto un film, Hachikō Monogatari, diretto da Seijirō Kōyama, che racconta la storia del cane dalla nascita sino alla morte, immaginando un'ipotetica riunione spirituale con il padrone. Il film ebbe grande successo commerciale e fu decisivo per la fortuna dello studio cinematografico giapponese Shochiku Kinema Kenkyû-jo.
Nel 2009 è stato prodotto un remake chiamato Hachiko - Il tuo migliore amico, diretto da Lasse Hallström che narra del vincolo di amicizia tra Hachikō e un professore americano, Parker Wilson (in questa versione della storia, il padrone del cane non insegna agronomia ma musica), interpretato da Richard Gere, praticamente seguendo lo stesso filo narrativo. In questo film, l'Hachiko adulto è interpretato da due cani di razza Akita Inu, di nome Chico e Forrest, mentre l'Hachiko cucciolo, all'inizio del film, è interpretato da un cucciolo di Shiba Inu di nome Leyla.
La storia di Hachikō ha avuto lungamente eco anche nella letteratura, comparendo soprattutto in racconti per bambini: fra questi, si citano Hachikō: The True Story of a Loyal Dog, scritto da Pamela S. Turner e illustrato da Yan Nascimbene, Hachiko Waits di Lesléa Newman e infine Taka-chan and I: A Dog's Journey to Japan.